# Halfaouine
Halfaouine (arabe : الحلفاوين) est un quartier de Tunis, capitale de la Tunisie, situé au nord de la médina. Il est très animé pendant la journée du fait de ses deux souks : El Halfaouine et El Jedid. 

## Cinéma
Ce quartier est rendu célèbre à l'étranger grâce au film tunisien Halfaouine, l'enfant des terrasses où il est tourné par le réalisateur tunisien Férid Boughedir en 1990.

## Personnalités
Hédi Turki, né le 15 mai 1922 au numéro 21 de la rue du Fer, est un peintre, aquarelliste et dessinateur tunisien vivant à  Sidi Bou Saïd. Il est le frère aîné de Zoubeir Turki. 

## Sites et monuments
- Mausolée Sidi Ali Chiha
- Médersa de Sidi Ali Chiha
- Mosquée Abi Mohamed El Morjani
- Mosquée Hammam El Rmimi
- Mosquée Saheb Ettabaâ
- Mosquée Sidi Belhassen El Halfaoui
- Palais Khaznadar
- Palais Saheb Ettabaâ
- Souk El Halfaouine
- Souk El Jedid